# Leni Behrendt
Leni Behrendt (* 5. März 1894 in Insterburg/Ostpreußen als Leni Blasinsky; † 2. November 1968) war eine deutsche Romanautorin. Ihre Werke sind überwiegend als Heftromane erschienen und gelten als Trivialliteratur.

## Leben und Werk
Der Vater von Leni Behrendt war selbständiger Schneidermeister. Sie verlor früh ihre beiden Eltern und wuchs bei Verwandten auf. Nachdem sie Lehramt studiert hatte, arbeitete sie als Privatlehrerin auf den Gutshäusern Ostpreußens. Sie heiratete den Bankdirektor Paul Gero Behrend, mit dem sie zwei Kinder hatte. Ihre Tochter starb durch Krankheit; ihr Sohn im Zweiten Weltkrieg in Frankreich. Nach Ende des Weltkrieges nahm sie ihre schriftstellerische Tätigkeit wieder auf. Von 1954 bis zu ihrem Tod 1968 lebte sie in Loope/Engelskirchen im Bergischen Land. Die meisten ihrer insgesamt 77 Romane schrieb sie in Loope. Einige davon wurden in Fremdsprachen übersetzt und eins sogar in Blindenschrift übertragen.
Die Romane erschienen im Kelter Verlag. Alle Hefte wurden dort in einer Reihe herausgebracht die den Namen der Autorin trug. Mittlerweile ist die Reihe in neun Auflagen erschienen und wird bis heute immer wieder neu aufgelegt.